# Psychotria dolichantha
Psychotria dolichantha är en måreväxtart som beskrevs av Ignatz Urban. Psychotria dolichantha ingår i släktet Psychotria och familjen måreväxter. Inga underarter finns listade i Catalogue of Life.